# Peligrosamente Juntos
Disc gravat l'any 2002 por Hombres G, aquest disc significa la reunió del grup després de 10 anys. El disc és un recopilatori dels anteriors treballs, amb temas inèdits i versions.

## Llista de cançons
Amèrica
1. Lo Noto (nou)
2. En Otro Mundo (nou)
3. Nassau (demo'86)
4. Marta Tiene Un Marcapasos
5. Dos Imanes (nova versió)
6. El Ataque De Las Chicas Cocodrilo
7. Si No Te Tengo A Ti
8. Indiana
9. Visite Nuestro Bar
10. Te Quiero (nova versió)
11. Suéltate El Pelo
12. La Cagaste...Burt Lancaster (demo'86)
13. La Carretera
14. El Tiempo No Es Mi Amigo (demo'90)
15. Un Minuto Nada +
16. Voy A Pasármelo Bien
17. Mi Cumpleaños (demo'90)
18. Esta Es Tu Vida
19. Devuélveme A Mi Chica
20. Temblando (en directe)
21. Venezia

Espanya
1. No te escaparás (nou)
2. Lo noto (nou)
3. Te vi (nou)
4. Intimidad (nou)
5. Venezia
6. Devuélveme a mi chica
7. Visite nuestro bar
8. Marta tiene un marcapasos
9. Indiana
10. Un par de palabras
11. Te quiero (nova versió)
12. Temblando
13. El ataque de las chicas cocodrilo
14. Si no te tengo a ti
15. Voy a pasármelo bien
16. Esta es tu vida
17. Un minuto nada +